# Émile Babeuf
Pour les articles homonymes, voir Babeuf.
Robert Babeuf, dit Émile Babeuf, né le 29 septembre 1785 à Roye, mort le 23 janvier 1842 à Paris, est un libraire-éditeur français, fils aîné du révolutionnaire Gracchus Babeuf dont il a œuvré à faire connaître les idées.

## Biographie

### Famille et enfance
Émile Babeuf est le fils aîné de François Noël dit Gracchus Babeuf et de Marie-Anne Victoire Langlet (baptisée à Amiens le 13 février 1757, morte après 1840), fille d'Antoine Langlet, quincaillier d’Amiens, et ancienne femme de chambre dans la famille de Bracquemont, qui se sont mariés à Damery (Somme) le 13 novembre 1782,. À sa naissance, il reçoit le prénom de Robert, que son père change plus tard pour l'appeler Émile, en hommage à Rousseau.
En 1794, il participe, avec sa mère, au pliage et à l'expédition du Journal de la liberté de la presse publié par son père et imprimé par Guffroy,.
Lors du procès de son père, à Vendôme, alors qu'il est âgé d'à peine douze ans, l'accusateur public, Vieillart, utilise la correspondance d'Émile comme circonstance aggravante, ce qui excite l'indignation du « Tribun du peuple ». Il a également été dit que c'est lui qui aurait porté à son père le poignard avec lequel il se tue, à l'annonce du verdict.
Menacé par la misère après la mort de son père, il est adopté en 1798 par Félix Lepeletier, qui le place en pension. Quant à sa mère, elle devient marchande à toilette, rue Saint-Honoré, commerce qu'elle exerce encore en 1840.

### Employé de librairie
Émile reste en pension jusqu'à la déportation de Lepeletier à l'île de Ré en 1801. Il est employé chez un libraire de Paris pendant six ans puis, en 1808, devient commis-voyageur pour la librairie Turneisen, installée à Bâle, voyageant en Espagne, en Italie et en Suisse. À Séville, selon certains récits invraisemblables, il aurait rencontré dans un café le lieutenant-colonel Grisel, l'homme qui a dénoncé son père, l'aurait provoqué en duel et tué d'un coup d'épée. Englobé dans la rafle consécutive à la conspiration du général Malet de 1808, il quitte Paris, où il demeurait chez sa mère, rue Saint-Honoré, et s'installe à Lyon, où il épouse le 27 décembre 1809 Catherine Finet, une libraire née le 25 mars 1769 avec laquelle il a deux enfants, et devient libraire breveté le 1er janvier 1813,.

### Engagement politique
En 1814, il prend une part active à la défense de la ville. Obligé d'abandonner sa maison de librairie, occupée par des cavaliers ennemis, il suit le corps d'armée du maréchal Augereau.
Pendant les Cent-Jours, il se met au service de Napoléon ; Lazare Carnot, ministre de l'Intérieur, le charge d'une mission en Champagne. Installé comme libraire à Paris, il édite des brochures patriotiques et libérales, notamment des textes de Marc-Antoine Jullien, en association avec Laurent Beaupré.
Au retour des Bourbons, il publie le Nain tricolore, journal satirique d'opposition inspiré du Nain jaune, dont l'unique numéro paraît en janvier 1816. Arrêté le 26 février 1816 comme éditeur, il refuse d'en désigner les rédacteurs (parmi lesquels figurent Pierre Joseph Spiridon Duféy de l'Yonne, Stanislas Bouquot et Georges Zénovietz), ce qui lui vaut d'être condamné le 11 juin 1816, conformément à la loi du 9 novembre 1815, à la peine maximale, c'est-à-dire la déportation. Interné d'abord à la Conciergerie, il est conduit le 17 novembre 1817 au Mont Saint-Michel. Pendant le voyage, plusieurs déportés parviennent à s'échapper et passent à l'étranger. Resté seul à une lieue de Vire avec son escorte, il continue sa route jusqu'au Mont Saint-Michel, où il passe un an.

### Libraire-éditeur à Paris
Amnistié le 9 septembre 1818 pour « bonne conduite », il est autorisé à rentrer à Paris, où il reprend ses activités de libraire-éditeur, dans le quartier Saint-André-des-Arts, quartier d'imprimeurs, sous l'enseigne de la « Librairie historique d'Émile Babeuf », devenue en 1828 « Librairie historique et des arts et métiers » et installée au no 123 de la rue Saint-Honoré. Il édite notamment des ouvrages relatifs à l'histoire de la Révolution française, comme le Précis d'histoire de la Révolution française de Jean-Paul Rabaut Saint-Étienne ou le Tableau de la Révolution française depuis son origine jusqu'en 1814 de Jacques Marquet de Montbreton de Norvins, reparus en 1820, mais aussi le Dictionnaire historique de la jeunesse d'Antoine Antoine de Saint-Gervais et « une nouvelle édition, revue, corrigée et continuée jusqu'en 1789 » des six volumes du Dictionnaire historique, philosophique et critique, abrégé de Bayle et des grands Dictionnaires biographiques qui ont paru jusqu'à la publication de la biographie nouvelle des contemporains de Ladvocat en 1822, ou le tome 11 de la Biographie nouvelle des contemporains d'Antoine-Vincent Arnault, Antoine Jay, Étienne de Jouy et Norvins, conjointement avec la Librairie historique de l'hôtel d'Aligre en 1823.
En 1821, il lance une collection de « pièces importantes relatives à la Révolution française » qui fusionne l'année suivante avec la collection des « Mémoires relatifs à la Révolution française » des frères Baudoin, qui regroupe trente titres en 183. Parmi les auteurs publiés figurent Necker, Dumouriez, Louvet et Napoléon, dont les œuvres font l'objet d'une compilation en cinq volumes.
À la suite de la parution, par la Librairie romantique à Bruxelles, de l’Histoire sur la conspiration des Égaux de Philippe Buonarroti, il projette en 1829 d'éditer en quatre volumes les œuvres de son père sous le titre de Mémoires de F. N. Gracchus Babeuf, Tribun du Peuple. Le prospectus du projet est distribué en juin 1830, les deux premiers volumes devant être constitués par l'Histoire. Mais le projet échoue du fait de l'opposition de Buonarroti, qui lui reproche son « napoléonisme ». Seuls sont réédités à Paris, sous la raison sociale de Baudoin frères, les deux volumes du livre de Buonarroti,.
En 1830, après les Trois Glorieuses, la librairie historique d'Émile Babeuf est installée au no 11 de la rue de la Harpe. Il publie encore divers ouvrages jusque vers 1834-1835.
Par la suite, on sait qu'il a fait une demande d'allocation : dans le rapport rédigé par le préfet de la Seine pour le maire du XIe arrondissement, où il habite alors, il est indiqué, qu'« il s'est occupé précédemment de librairie, mais aujourd'hui il vit au jour le jour ». À partir de 1842, sa femme signe « Vve Babeuf ».

## Filiation
Robert Babeuf a deux enfants identifiés :
- Louis-Pierre, né à Courtrai le 27 septembre 1809[7],[13],[14]. Il obtient un brevet de librairie à Paris le 12 février 1836 et exerce à Lyon, rue de la Poulaillerie[15]. Fidèle aux idées de son grand-père, il publie en 1831 La Doctrine de l'État de Fichte sous le titre de L'Idée d'une guerre légitime[16]. Nommé sous-commissaire du gouvernement provisoire (sous-préfet) de Riom le 15 juillet 1848[17],[18], Jules Favre, son ami, appuie sa nomination comme préfet. Quand il quitte sa sous-préfecture le 17 mars 1849, il reçoit de nombreux éloges. Sous le Second Empire, il se voit retirer son brevet de libraire le 16 novembre 1855[19] et devient inspecteur d'assurances. Il meurt le 20 février 1871 à Paris, au 53, rue des Batignolles, laissant deux filles ; Marie-Jeanne, l'aînée, s'est mariée en 1853 avec Jean-Baptiste Victor Versigny (1819-1872), député de la haute-Saône sous la Deuxième République.
- Émilie, fille de Robert Babeuf et de Catherine Finet, née à Lyon le 7 août 1811, décédée à Blois, avenue de Paris (rebaptisée ultérieurement avenue Maunoury) le 27 avril 1878, à l'âge de 66 ans. Célibataire, elle exerçait la profession de lingère[7],[20].

## Œuvres
- Lettre à M. le comte Carnot, ministre de l'Intérieur, ou Appel à tous les bons français, pour secourir les victimes des désastres de la dernière invasion, Paris, Laurent-Beaupré, 1815, 8 p.
- Le Nain tricolore : Journal politique des arts, des sciences et de la littérature, Paris, Imprimerie du Nain tricolore, janvier 1816, 14 p. (lire en ligne), n° 1
- Procès des ex-ministres, précédé de notices historiques, contenant des faits inédits sur MM. de Polignac, de Peyronnet, Chantelauze et de Guernon de Ranville, Paris, A. Hocquart jeune, 1830-1831, 5 tomes
- Procès de la conspiration, dite républicaine, de décembre 1830, contenant des pièces inédites et des notices biographiques sur les principaux [sic] accusés; par Émile Babeuf, éditeur du Procès des ministres de Charles X, Paris, A. Hocquart jeune, éditeur, quai des Augustins, n. 21. Audin, libraire, même quai, n. 15. (imprimerie de A. Henry, rue Git-le-Cœur, n. 8), 1831, 5-284 p.